# Білорусь на зимових Паралімпійських іграх 2014
Білорусь на зимових Паралімпійських іграх 2014 року була представлена 10 спортсменами у двох видах спорту.

## Біатлон
Чоловіки
| Спортсмен                             | Вид спорту                  | Остаточний/Всього | Остаточний/Всього | Остаточний/Всього | Остаточний/Всього | Остаточний/Всього |
| Спортсмен                             | Вид спорту                  | Час               | Різн.             | Промахи           | Результат         | Місце             |
| ------------------------------------- | --------------------------- | ----------------- | ----------------- | ----------------- | ----------------- | ----------------- |
| Дмитрій Лобан                         | 7,5 км, сидячи              | 22:18.7           | 22:18.7           | 0+0               | 22:18.7           | 6                 |
| Дмитрій Лобан                         | 12,5 км, сидячи             | 37:51.7           | 37:51.7           | 0+0+0+0           | 37:51.7           | 8                 |
| Дмитрій Лобан                         | 15 км, сидячи               | 46:12.9           | 46:12.9           | 0+0+0+0           | 46:12.9           | 7                 |
| Євген Лук'яненко                      | 7,5 км, сидячи              | 23:47.5           | 23:47.5           | 1+1               | 23:47.5           | 11                |
| Євген Лук'яненко                      | 15 км, сидячи               | Не завершив       | Не завершив       | Не завершив       | Не завершив       | Не завершив       |
| Василь Шаптебой гід — Михайло Лебедєв | 7,5 км, з порушеннями зору  | 21:32.4           | 21:06.6           | 1+0               | 21:06.6           | 3                 |
| Василь Шаптебой гід — Михайло Лебедєв | 12,5 км, з порушеннями зору | 32:38.2           | 31:59.0           | 2+1+0+1           | 31:59.0           | 3                 |
| Василь Шаптебой гід — Михайло Лебедєв | 15 км, з порушеннями зору   | 38:16.0           | 40:30.1           | 0+1+1+1           | 40:30.1           | 6                 |
| Сергій Сільчанка                      | 7,5 км, стоячи              | 22:01.4           | 21:21.8           | 1+2               | 21:21.8           | 13                |
| Сергій Сільчанка                      | 12,5 км, стоячи             | 34:08.7           | 33:07.2           | 1+1+1+0           | 33:07.2           | 11                |
| Сергій Сільчанка                      | 15 км, стоячи               | 40:52.3           | 40:38.7           | 0+0+1+0           | 40:38.7           | 12                |

Жінки
| Спортсмен                                 | Вид спорту               | Остаточний/Всього | Остаточний/Всього | Остаточний/Всього | Остаточний/Всього | Остаточний/Всього |
| Спортсмен                                 | Вид спорту               | Час               | Різн.             | Промахи           | Результат         | Місце             |
| ----------------------------------------- | ------------------------ | ----------------- | ----------------- | ----------------- | ----------------- | ----------------- |
| Лідія Графеєва                            | 6 км, сидячи             | 20:45.8           | 20:45.8           | 0+0               | 20:45.8           | 9                 |
| Лідія Графеєва                            | 10 км, сидячи            | 36:56.5           | 36:56.5           | 0+3+0+1           | 36:56.5           | 7                 |
| Лідія Графеєва                            | 12,5 км, сидячи          | 44:23.8           | 47:23.8           | 1+0+1+1           | 47:23.8           | 8                 |
| Ядвіга Скорабогата гід — Ірина Нафранович | 6 км, з порушеннями зору | 23:18.9           | 22:50.9           | 0+2               | 22:50.9           | 6                 |
| Лариса Варона                             | 6 км, стоячи             | 23:39.9           | 22:57.3           | 1+0               | 22:57.3           | 12                |
| Лариса Варона                             | 10 км, стоячи            | Не завершив       | Не завершив       | Не завершив       | Не завершив       | Не завершив       |
| Лариса Варона                             | 12,5 км, стоячи          | 46:49.4           | 46:25.1           | 0+0+1+0           | 46:25.1           | 11                |

## Лижні перегони
чоловіки
| Спортсмен                             | Ви спорту                                  | Кваліфікація | Кваліфікація | Кваліфікація | Півфінал                | Півфінал                | Фінал                   | Фінал                   | Фінал                   |
| Спортсмен                             | Ви спорту                                  | Час          | Результат    | Місце        | Результат               | Місце                   | Час                     | Результат               | Місце                   |
| ------------------------------------- | ------------------------------------------ | ------------ | ------------ | ------------ | ----------------------- | ----------------------- | ----------------------- | ----------------------- | ----------------------- |
| Дмитрій Лобан                         | 1 км, спринт класичний, сидячи             | 2:20.60      | 2:20.60      | 13           | Не пройшов кваліфікацію | Не пройшов кваліфікацію | Не пройшов кваліфікацію | Не пройшов кваліфікацію | Не пройшов кваліфікацію |
| Дмитрій Лобан                         | 10 км, вільний стиль, сидячи               | Н/Д          | Н/Д          | Н/Д          | Н/Д                     | Н/Д                     | 33:27.8                 | 33:27.8                 | 11                      |
| Євген Лук'яненко                      | 1 км, спринт класичний, сидячи             | 2:16.28      | 2:16.28      | 7Q           | 2:35.5                  | 4                       | Не пройшов              | Не пройшов              | Не пройшов              |
| Євген Лук'яненко                      | 10 км, вільним стилем, сидячи              | Н/Д          | Н/Д          | Н/Д          | Н/Д                     | Н/Д                     | 33:34.8                 | 33:34.8                 | 12                      |
| Євген Лук'яненко                      | 15 км сидячи                               | Н/Д          | Н/Д          | Н/Д          | Н/Д                     | Н/Д                     | 44:19.1                 | 44:19.1                 | 8                       |
| Василь Шаптебой гід — Михайло Лебедєв | 1 км, спринт класичний, з порушеннями зору | 4:17.20      | 4:12.06      | 12           | Не пройшов кваліфікацію | Не пройшов кваліфікацію | Не пройшов кваліфікацію | Не пройшов кваліфікацію | Не пройшов кваліфікацію |
| Василь Шаптебой гід — Михайло Лебедєв | 10 км вільний стиль, з порушеннями зору    | Н/Д          | Н/Д          | Н/Д          | Н/Д                     | Н/Д                     | 25:23.3                 | 24:52.8                 | 5                       |
| Василь Шаптебой гід — Михайло Лебедєв | 20 км вільний стиль, з порушеннями зору    | Н/Д          | Н/Д          | Н/Д          | Н/Д                     | Н/Д                     | Не завершив             | Не завершив             | Не завершив             |
| Сергій Сільчанка                      | 1 км класичний стиль, стоячи               | 4:15.59      | 4:07.92      | 16           | Не пройшов кваліфікацію | Не пройшов кваліфікацію | Не пройшов кваліфікацію | Не пройшов кваліфікацію | Не пройшов кваліфікацію |
| Сергій Сільчанка                      | 10 км вільний стиль, стоячи                | Н/Д          | Н/Д          | Н/Д          | Н/Д                     | Н/Д                     | 26:37.7                 | 25:49.8                 | 15                      |
| Сергій Волчунович                     | 1 км класичний стиль, стоячи               | 4:29.13      | 4:18.37      | 23           | Не пройшов кваліфікацію | Не пройшов кваліфікацію | Не пройшов кваліфікацію | Не пройшов кваліфікацію | Не пройшов кваліфікацію |
| Сергій Волчунович                     | 10 км вільний стиль, стоячи                | Н/Д          | Н/Д          | Н/Д          | Н/Д                     | Н/Д                     | 29:04.8                 | 27:55.0                 | 25                      |
| Сергій Волчунович                     | 20 км, стоячи                              | Н/Д          | Н/Д          | Н/Д          | Н/Д                     | Н/Д                     | 1:07:36.2               | 1:00:50.6               | 11                      |

Жінки
| Спортсмен                                 | Ви спорту                             | Кваліфікація | Кваліфікація | Кваліфікація | Півфінал                | Півфінал                | Фінал                   | Фінал                   | Фінал                   |
| Спортсмен                                 | Ви спорту                             | Час          | Результат    | Місце        | Результат               | Місце                   | Час                     | Результат               | Місце                   |
| ----------------------------------------- | ------------------------------------- | ------------ | ------------ | ------------ | ----------------------- | ----------------------- | ----------------------- | ----------------------- | ----------------------- |
| Лідія Графеєва                            | 1 км, спринт, класичний стиль, сидячи | 2:48.06      | 2:48.06      | 13           | Не пройшов кваліфікацію | Не пройшов кваліфікацію | Не пройшов кваліфікацію | Не пройшов кваліфікацію | Не пройшов кваліфікацію |
| Лідія Графеєва                            | 5 км, сидячи                          | Н/Д          | Н/Д          | Н/Д          | Н/Д                     | Н/Д                     | 19:13.0                 | 19:13.0                 | 17                      |
| Валентина Шиц                             | 1 км, спринт, класичний стиль, сидячи | 3:03.00      | 2:44.70      | 10 Q         | 3:00.2                  | 4                       | Не пройшов              | Не пройшов              | Не пройшов              |
| Валентина Шиц                             | 5 км, сидячи                          | Н/Д          | Н/Д          | Н/Д          | Н/Д                     | Н/Д                     | 19:53.7                 | 17:54.3                 | 11                      |
| Валентина Шиц                             | 15 км, сидячи                         | Н/Д          | Н/Д          | Н/Д          | Н/Д                     | Н/Д                     | 47:44.3                 | 42:57.9                 | 11                      |
| Ядвіга Скорабогата гід — Ірина Нафранович | 5 км, з порушеннями зору              | Н/Д          | Н/Д          | Н/Д          | Н/Д                     | Н/Д                     | 14:57.6                 | 14:39.6                 | 5                       |
| Ядвіга Скорабогата гід — Ірина Нафранович | 15 км, з порушеннями зору             | Н/Д          | Н/Д          | Н/Д          | Н/Д                     | Н/Д                     | 56:54.8                 | 55:46.5                 | 3                       |
| Лариса Варона                             | 1 км, спринт, стоячи                  | 5:41.85      | 5:31.59      | 14           | Не пройшов кваліфікацію | Не пройшов кваліфікацію | Не пройшов кваліфікацію | Не пройшов кваліфікацію | Не пройшов кваліфікацію |
| Лариса Варона                             | 5 км, стоячи                          | Н/Д          | Н/Д          | Н/Д          | Н/Д                     | Н/Д                     | 16:32.2                 | 16:02.4                 | 15                      |
| Лариса Варона                             | 15 км, стоячи                         | Н/Д          | Н/Д          | Н/Д          | Н/Д                     | Н/Д                     | 56:54.2                 | 51:46.9                 | 4                       |
| Людмила Волчок                            | 1 км, спринт, сидячи                  | 2:54.64      | 2:44.16      | 9Q           | 3:08.3                  | 5                       | Не завершив             | Не завершив             | Не завершив             |
| Людмила Волчок                            | 5 км, сидячи                          | Н/Д          | Н/Д          | Н/Д          | Н/Д                     | Н/Д                     | 18:32.4                 | 17:25.7                 | 6                       |
| Людмила Волчок                            | 12 км, сидячи                         | Н/Д          | Н/Д          | Н/Д          | Н/Д                     | Н/Д                     | 43:32.9                 | 40:56.1                 | 6                       |

Relay
| Спортсмен                                                                                        | Забіг                      | Фінал   | Фінал |
| Спортсмен                                                                                        | Забіг                      | Час     | Місце |
| ------------------------------------------------------------------------------------------------ | -------------------------- | ------- | ----- |
| Євген Лук'яненко Василь Шаптебой гід — Михайло Лебедєв Ядвіга Скорабогата гід — Ірина Нафранович | 4×2,5 км відкрита естафета | 26:04.2 | 5     |
| Сергій Сільчанка Лариса Варона Людмила Волчок                                                    | 4×2,5 км змішана естафета  | 29:27.9 | 8     |